# تاللیکول (شهرستان شارانسکی، باشقیرستان)
تاللیکول (انگلیسی: Tallykul, Sharansky District, Republic of Bashkortostan) یک شهرک در شهرستان شارانسکی استان باشقیرستان کشور روسیه است.